# Jacob Kramer

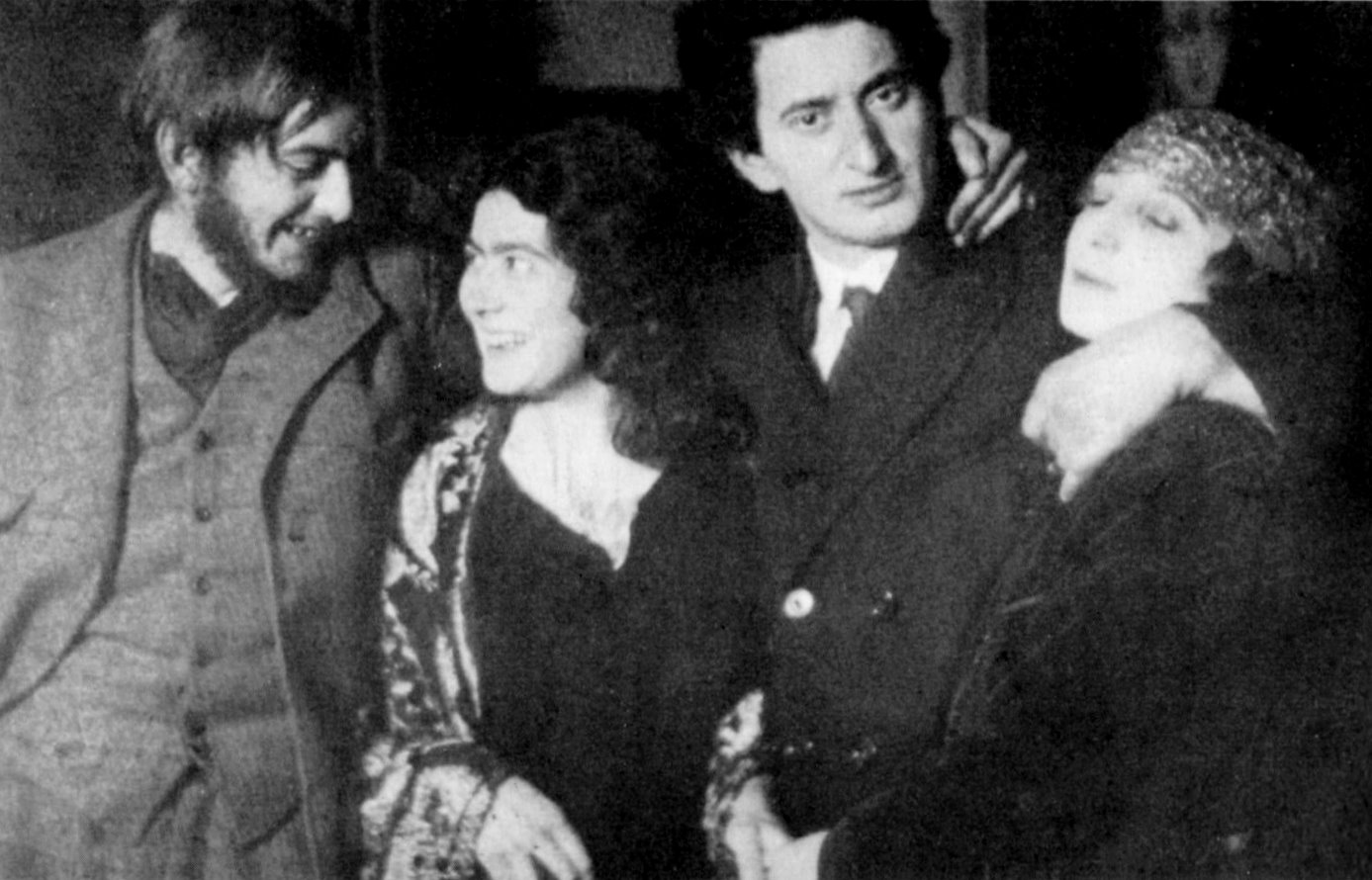
Links Roy Campbell und seine Frau, rechts Jacob Kramer und Dolores (1920er Jahre)

Jacob Kramer (geboren 26. Dezember 1892 in Klincy, Oblast Tschernihiw, Russisches Kaiserreich; gestorben 4. Februar 1962 in London) war ein britischer Maler.

## Leben
Jacob Kramers Vater hatte Malerei bei Ilja Repin studiert, seine Mutter war eine Gesangskünstlerin. Er hatte zwei Schwestern. Die Familie zog nach St. Petersburg. Um den Pogromen in Russland zu entgehen, emigrierte die Familie im Jahr 1900 nach England, und der Vater fand in der Industriestadt Leeds eine schlecht bezahlte Arbeit als Fotografengehilfe. 1902 floh Kramer aus den bedrängten Familienverhältnissen und ging für ein halbes Jahr zur See. Er studierte in Abendkursen von 1907 bis 1912 an der Leeds School of Art  und engagierte sich im künstlerisch progressiven Leeds Arts Club. 1913 erhielt er ein Stipendium der jüdischen Gemeinde für einen Aufenthalt an der Slade School of Art, wo er bei Ambrose McEvoy studierte. 1914 stellte er auf der Ausstellung Twentieth Century Art: A Review of Modern Movements der Whitechapel Gallery aus.
Er freundete sich mit Wyndham Lewis an und konnte 1915 Grafiken in der Zeitschrift BLAST unterbringen, ohne sich wirklich mit dem Vortizismus zu identifizieren. Sein Schwager William Roberts hingegen war mit dem Vortizismus enger verbunden.
Ab 1916 malte er naturalistische Porträts, da diese sich besser verkauften, darunter später auch Porträts von Gandhi und Frederick Delius. 1917 wurde er als Soldat eingezogen und an der Front in Frankreich eingesetzt. Nach dem Krieg etablierte er sich in Leeds als Künstler Er lehrte viele Jahre an der Leeds School of Arts, die später nach ihm umbenannt wurde. Jacob Epstein fertigte 1921 eine Büste von ihm an.
Seit den 1940er Jahren verfiel Kramer dem Alkoholismus und er verarmte. 1960 zeigte die Leeds City Art Gallery eine Retrospektive. Bilder von ihm befinden sich im Bestand des Tate Britain, des Victoria & Albert Museum und der Londoner National Portrait Gallery sowie in Leeds.
Kramer sammelte was seinerzeit als Stammeskunst galt, die Sammlung von Plastiken befindet sich Kirkstall Museum in Leeds.